# Bank of America Tower (Jacksonville)
Bank of America Tower (originalmente o Barnett Center) é um arranha-céu de 43 andares e  centro da cidade de Jacksonville, Flórida. Atulamente, é o prédio mais alto de Jacksonville, e o décimo primeiro maior da Flórida (os mais altos dez estão em Miami). Foi construído como a sede do Barnett Bank e originalmente chamado Barnett Center, mas o nome foi alterado em 1996, quando Barnett foi adquirido pela NationsBank, que logo se fundiu com o Bank of America. A estrutura de 42 pisos foi projetada pelo arquiteto germano-americano, Helmut Jahn e é construída em concreto armado.